# Derwent (wieś)
Derwent – wieś w Anglii, w hrabstwie Derbyshire, w dystrykcie High Peak. Leży 54 km na północ od miasta Derby i 235 km na północny zachód od Londynu. Miejscowość liczy 51 mieszkańców.